# Shaun Palmer
Shaun Palmer (ur. 14 listopada 1968 w South Lake Tahoe) – amerykański kolarz górski i snowboardzista. W 1996 roku wystąpił na mistrzostwach świata MTB w Cairns, gdzie zdobył srebrny medal w downhillu. W zawodach tych wyprzedził go jedynie Francuz Nicolas Vouilloz, a trzecie miejsce zajął Bas de Bever z Holandii. Był to jedyny medal wywalczony przez Palmera w kolarstwie górskim na międzynarodowej imprezie tej rangi. Nie startował na igrzyskach olimpijskich, nigdy też nie zdobył medalu na mistrzostwach świata w snowboardzie. Kilkakrotnie zdobywał za to medale Winter X Games, w tym złote w snowcrossie w latach 1997-1999. Najlepsze wyniki w Pucharze Świata w snowboardzie osiągnął w sezonie 2005/2006, kiedy to zajął 56. miejsce w klasyfikacji generalnej.

## Sukcesy

### Puchar Świata

#### Miejsca w klasyfikacji generalnej
- 2005/2006 - 56.
- 2007/2008 - 58.
- 2008/2009 - 86.
- 2009/2010 - 61.

#### Miejsca na podium
1. Badgastein – 4 stycznia 2006 (Snowcross) - 2. miejsce
2. Badgastein – 13 stycznia 2008 (Snowcross) - 2. miejsce
3. Stoneham – 21 stycznia 2010 (Snowcross) - 3. miejsce